# Heterocampa ruficornis
Heterocampa ruficornis är en fjärilsart som beskrevs av Dyar 1906. Heterocampa ruficornis ingår i släktet Heterocampa och familjen tandspinnare. Inga underarter finns listade i Catalogue of Life.